# N,O-Bis(triméthylsilyl)trifluoroacétamide
Le N,O-bis(triméthylsilyl)trifluoroacétamide (BSTFA) est un composé chimique de formule semi-développée (CH3)3Si–N=C(CF3)–O–Si(CH3)3. Il est utilisé en chimie organique pour lier un groupe triméthylsilyle –Si(CH3)3 sur un groupe fonctionnel labile afin de protéger ce dernier lors de réactions d'analyse ou de synthèse ultérieures.